# Qwest Communications
Qwest Communications International, Inc. — бывшая крупная американская телекоммуникационная компания. В 2010 году была куплена конкурентом: также американской компанией CenturyLink («СенчуриЛинк») за 10,5 млрд долларов США, в основном в акциях CenturyLink. С 2011 года Qwest стал работать под названием CenturyLink.
Компания Qwest была основана в 1983 году. Штаб-квартира находилась в Денвере, штат Колорадо.
Компания Qwest оказывала услуги фиксированной и мобильной связи. Основной бизнес компании был сконцентрирован в западных штатах США.
Общая численность персонала Qwest Communications на 2005 год составляла 39 тыс. человек. Операционная выручка за 2006 год составила 13,9 млрд. долларов США, чистая прибыль — 593 млн. На 16 марта 2007 года рыночная капитализация Qwest составила 16 млрд долларов США.